# Yuan Shang
Yuán Shàng (* 177; † 207) war der dritte Sohn des chinesischen Warlords Yuan Shao. Er wurde wegen seiner Fähigkeiten und seines guten Aussehens von seinem Vater bevorzugt. Nach dessen Tod 202 (infolge der Niederlage von Guandu) kämpfte Yuan Shang mit seinem ältesten Bruder Yuan Tan um die Nachfolge, aber sie wurden von Cao Cao besiegt, und Yuan Shang musste mit seinem älteren Bruder Yuan Xi nach Liaoning zu Gongsun Kang fliehen. Ihr Gastgeber ließ sie jedoch ermorden und schickte ihre Köpfe als Tribut zu Cao Cao, dem er nominell untertan war.
| Personendaten    | Personendaten                            |
| ---------------- | ---------------------------------------- |
| NAME             | Yuan, Shang                              |
| ALTERNATIVNAMEN  | Yuán, Shàng                              |
| KURZBESCHREIBUNG | Sohn des chinesischen Warlords Yuan Shao |
| GEBURTSDATUM     | 177                                      |
| STERBEDATUM      | 207                                      |